# Copa Presidente de Yemen
La Copa Presidente de Yemen es el torneo de copa de fútbol a nivel de clubes más importante de Yemen, el cual es organizado por la Asociación de Fútbol de Yemen.
La copa se disputa desde 1995 y participan equipos de todos los niveles del fútbol en Yemen. El sistema de competencia es de eliminación directa y los equipos que juegan la final juegan a un partido en sede neutral.

## Lista de Campeones
| Temporada | Campeón                                     | Resultado                                   | Finalista                                   | Estadio                                     |               |
| --------- | ------------------------------------------- | ------------------------------------------- | ------------------------------------------- | ------------------------------------------- | ------------- |
| 1995-96   | Al-Ahli Hudaydah                            | 1 - 0                                       | Al-Sha'ab Hadramaut                         |                                             |               |
| 1998      | Al-Ittihad Ibb                              | 1 - 0                                       | Al-Shula                                    |                                             |               |
| 2000      | Al-Sha'ab Hadramaut                         | 0 - 0 (5–4 pen.)                            | Al-Shula                                    |                                             |               |
| 2001      | Al-Ahli San'a                               | 2 - 1                                       | Al-Tilal                                    |                                             |               |
| 2001-02   | Al-Sha'ab Ibb                               | 4 - 0                                       | Al Tadamun Shabwa                           |                                             |               |
| 2002-03   | Al-Sha'ab Ibb                               | 2 - 1                                       | Al-Sha'ab Hadramaut                         |                                             |               |
| 2003-04   | Al-Ahli San'a                               | 2 - 0                                       | Al-Sha'ab Ibb                               |                                             |               |
| 2005      | Al-Hilal Al Hudaydah                        | 3 - 1                                       | Al Rasheed Ta'izz                           |                                             |               |
| 2006      | Al-Sha'ab Hadramaut                         | 2 - 1                                       | Al-Hilal Al Hudaydah                        |                                             |               |
| 2007      | Al-Tilal                                    | 1 - 0                                       | Al-Hilal Al Hudaydah                        |                                             |               |
| 2008      | Al-Hilal Al Hudaydah                        | 2 - 0                                       | Al-Sha'ab Hadramaut                         |                                             |               |
| 2009      | Al-Ahli San'a                               | 0 - 0 (5–4 pen.)                            | Al-Sha'ab Hadramaut                         |                                             |               |
| 2010      | Al-Tilal                                    | 2 - 1                                       | Shabab Al Baydaa                            |                                             |               |
| 2011      | No se disputó debido a la Revolución yemení | No se disputó debido a la Revolución yemení | No se disputó debido a la Revolución yemení | No se disputó debido a la Revolución yemení |               |
| 2012      | Al-Ahli Taizz                               | 1 - 0                                       | Al-Tali'aa Taizz                            |                                             |               |
| 2013      | No se disputó                               | No se disputó                               | No se disputó                               | No se disputó                               |               |
| 2014      | Al-Saqr Taizz                               | 5 - 1                                       | Shabab Mansoura                             |                                             |               |
| 2015-2018 | No se disputó                               | No se disputó                               | No se disputó                               | No se disputó                               | No se disputó |

## Títulos por club
| Club                 | Títulos | Finalista | Años campeón     | Años finalista          |
| -------------------- | ------- | --------- | ---------------- | ----------------------- |
| Al-Ahli San'a        | 3       | -         | 2001, 2004, 2009 | ---                     |
| Al-Sha'ab Hadramaut  | 2       | 4         | 2000, 2006       | 1996, 2003 , 2008, 2009 |
| Al-Hilal Al Hudaydah | 2       | 2         | 2005, 2008       | 2006, 2007              |
| Al-Tilal             | 2       | 1         | 2007, 2010       | 2001                    |
| Al-Sha'ab Ibb        | 2       | 1         | 2002, 2003       | 2004                    |
| Al-Ahli Hudaydah     | 1       | -         | 1996             | ---                     |
| Al-Ittihad Ibb       | 1       | -         | 1998             | ---                     |
| Al-Ahli Taizz        | 1       | -         | 2012             | ---                     |
| Al-Saqr Taizz        | 1       | -         | 2014             | ---                     |
| Al-Shula             | -       | 2         | ---              | 1998, 2000              |
| Al Tadamun Shabwa    | -       | 1         | ---              | 2002                    |
| Al Rasheed Ta'izz    | -       | 1         | ---              | 2005                    |
| Shabab Al Baydaa     | -       | 1         | ---              | 2010                    |
| Al-Tali'aa Taizz     | -       | 1         | ---              | 2012                    |
| Shabab Mansoura      | -       | 1         | ---              | 2014                    |

## Títulos por ciudad
| Ciudad      | Títulos | Equipos campeones            |
| ----------- | ------- | ---------------------------- |
| Al Hudaydah | 3       | Al-Hilal (2), Al-Ahli        |
| Ibb         | 3       | Al Sha'ab (2), Al-Ittihad    |
| San'a       | 3       | Al-Ahli                      |
| Hadhramaut  | 2       | Al-Sha'ab Hadramaut          |
| Aden        | 2       | Al-Tilal                     |
| Ta'izz      | 2       | Al-Ahli Taizz, Al-Saqr Taizz |